# A.S.D. Modica Calcio
Associazione Sportiva Dilettante Modica Calcio là một câu lạc bộ bóng đá Ý, có trụ sở tại Modica, Sicily.
Màu sắc của đội Modica là đỏ và xanh và hiện đang chơi ở Eccellenza Sicily.

## Lịch sử
Câu lạc bộ Modica Calcio được thành lập vào năm 1932 và có một lịch sử lâu dài không thuộc liên đoàn bóng đá  Ý. Modica đã chơi ở Serie C2 / C trong năm 2005-06, nhưng ngay lập tức bị xuống hạng sau trận playoffs và sau đó bị giải thể vì bất thường về tài chính. Kế tiếp, một hợp đồng mới mua lại câu lạc bộ Eccellenza ASD Pol. Libertas Acate từ thành phố lân cận Acate; câu lạc bộ mới, thường được gọi là Libertas Acate-Modica, đã giành chiến thắng tại vòng B giải đấu Eccellenza Sicily do đó được thăng hạng lên Serie D. Câu lạc bộ dự kiến sẽ tái khẳng định cái tên ban đầu từ mùa giải tiếp theo, nhưng sự thay đổi này chỉ có hiệu lực trước khi bắt đầu mùa giải 2009-10.
Nó ở mùa giải 2010-11, từ nhóm I  Serie D đội đã xuống hạng, trong trận play- off, xuống Eccellenza Sicily.